# Sielsowiet Derewno
Sielsowiet Derewno (biał. Дзераўнянскі сельсавет, ros. Деревнянский сельсовет) – sielsowiet na Białorusi, w obwodzie mińskim, w rejonie stołpeckim, z siedzibą w Derewnie.
Do 2011 nosił nazwę sielsowiet Chotów.

## Miejscowości
- agromiasteczko:
  - Derewno
- wsie:
  - Białomosze
  - Bielica
  - Borek
  - Chotów
  - Chotówka
  - Dzieraźno
  - Jankowicze
  - Krugowiny
  - Łubień
  - Niwno
  - Ogrodniki
  - Podlaskowo
  - Skrodczyzna
  - Zabrodzie
  - Zarzecze
- osiedle:
  - Szkolny